# System Global Area
System Global Area (SGA) nennt man die prozessübergreifenden Speicherbereiche im Hauptspeicher des Datenbankservers einer Oracle-Datenbank. Dort liegen alle notwendigen Daten für die Instanz-Operationen.
In diesem Speicherbereich befinden sich
- Buffer Cache: Hier werden Datenblöcke zwischengespeichert, die von der Platte gelesen werden. Dies ermöglicht es, beim mehrmaligen Zugriff auf Datenblöcke diese aus dem Cache zu lesen, anstatt diese jeweils erneut von der Platte zu lesen.
- Dictionary Cache: Er enthält Informationen über Data-Dictionary-Tabellen, dazu gehören Informationen über Benutzerkonten, Datenbankdateien, Segmente, Extents, Tabellen und Rechte (privileges).
- Redo Log Buffer: Er enthält Informationen über abgeschlossene Transaktionen, die noch nicht in die Online-Redo-Log-Dateien geschrieben wurden.
- Shared Pool: Hier werden u. a. die zuletzt benutzten SQL-Befehle und ihre Ausführungspläne sowie der Dictionary Cache (s. o.) gespeichert.
- JAVA Pool (optional): Zur Analyse der Java-Befehle.